# Eva Kolihová
'Eva Kolihová, rozená Dobešová (4. května 1928 – 25. prosince 2015), byla přednostka Ústředního radiodiagnostického oddělení Dětské fakultní nemocnice, Fakultní nemocnice Motol a Fakulty dětského lékařství Univerzity Karlovy v Praze (1962–1990).

## Život
Po promoci na Fakultě všeobecného lékařství UK v Praze (1954) nastoupila na Radiologickou kliniku Všeobecné fakultní nemocnice v Praze, vedenou prof. MUDr. Václavem Švábem. Po atestacích I. a II. stupně z radiodiagnostiky zaujala v roce 1962 místo primáře nově zřízeného Ústředního radiodiagnostického oddělení Dětské fakultní nemocnice v Praze.
Přijetím Evy Kolihové v roce 1962 umožnila ředitelka MUDr. Věra Kazimourová sjednotit rentgenová pracoviště pavilonů Dětské fakultní nemocnice pod jednotným primariátem. Kolihová dosáhla instalace přístrojů zahálejících ve skladech a připravených pro novou nemocnici v Motole. Přijala, konstituovala a vycvičila mladý tým lékařů, který se věnoval pediatricko-radiologické problematice. Do pediatrické diagnostiky zavedla angiografická a později i ultrazvuková vyšetření s uplatněním zvláště v onkologii a v kardiovaskulární problematice.  Vyzkoušela a zavedla do pediatrie seriografické a rentgeno-kinematografické záznamy.
Během pěti let byla například takto dynamicky zachycena mikce u téměř tisícovky dětí, tehdy největšího literárně uvedeného souboru. Unikátní bylo i zpracování obrovského množství podkladů matematicko-statistickou metodou GUHA českých autorů s použitím počítače MINSK 2. I po letech stojí za zmínku kupříkladu závěr z vyšetření velkého počtu enuretiků, který nekompromisně prokazoval, že u nich rentgenové vyšetření není nutné.[zdroj?]
Zdokonalenou obrazovou techniku využila Kolihová pro přípravu výukových diapásků a kinofilmů k pregraduální i postgraduální výuce. V motolské éře sedmdesátých a osmdesátých let ji převzala po docentu MUDr. Oldřichu Šnoblovi, DrSc. Významným způsobem se podílela na přípravě a průběhu 19. kongresu Evropské společnosti pediatrické radiologie, který pomáhala organizovat prezidentu ESPR profesoru MUDr. Antonínu Rubínovi, DrSc. Česká reprezentace pediatrických radiologů se tehdy poprvé uvedla jako jádro zakládané Česko-slovenské společnosti pediatrické radiologie. Eva Kolihová byla její předsedkyní a organizátorkou výročních konferencí, tzv. Dnů diagnostického zobrazování v pediatrii. Její soustavná organizační činnost ve výboru Česko-slovenské radiologické společnosti umožnila v roce 2002 instalovat pediatrickou radiologii jako samostatnou odbornost radiologie a zobrazovacích metod, zavést ji jako specializaci s vlastní atestační zkouškou a umožnit tak volný profesní pohyb českých pediatrických radiologů v zemích Evropské unie.  

### Osobní život
Eva Dobešová se provdala za malíře Jaroslava Kolihu (12. dubna 1924, Dobronice u Bechyně – 9. září 2014, Praha).